# Isidore Weiss
Isidore Weiss (Manchester, 1867 — Paris, 12 de junho de 1936), foi um jogador de damas francês, na época chamada de belle époque do jogo.
Exerceu a profissão de chapeleiro, e entrou em falência após a Primeira Guerra Mundial .
Ele empresta o seu nome a um tema tático chamado de golpe de Weiss.
Confiante de seu valor, ele não hesitava em  monetizar alguns de seus jogos.
Em 1910, quando o senegalês Woldouby foi a Paris para enfrentar os jogadores mais fortes da cidade, Weiss foi um dos poucos a jogar em pé de igualdade.

## Prêmios
- Sete vezes campeão mundial (título dado posteriormente pela federação mundial) de damas, em 1899 (em Amiens, aos 32 anos, durante o 1º campeonato oficial, contra Anatole Dussaut ), 1900 (em Paris, contra Beudin), 1902, 1904, 1907, 1909 (em Paris) e 1911 (um recorde em número de títulos que foi batido apenas em 1996, pelo russo Alexei Chizhov);
- Vice-campeão mundial de damas em 1912 (contra Herman Hoogland);
- Finalista do Concurso Internacional (Tournoi International de Paris) em 1894 (contra Louis Raphaël);
- Campeão da França de damas em 1899 (Amiens).